# Albert Johanneson
Albert Louis Johanneson (* 13. März 1940 in Johannesburg; † 29. September 1995 in Leeds) war ein südafrikanischer Fußballspieler. Der schnelle Linksaußen war er zu Beginn der 1960er-Jahre der erste dunkelhäutige Spieler, der im englischen Profifußball Prominenz erlangte. Nachdem er als erster schwarzer Spieler 1965 an einem Endspiel des FA Cups teilgenommen hatte, verflachte jedoch seine Laufbahn und an den großen Erfolgen des Vereins ab Ende der 1960er-Jahre hatte er nur einen marginalen Anteil.

## Sportlicher Werdegang
Johanneson wuchs als Dunkelhäutiger in einem von Apartheid geprägten Südafrika auf, als ihm seine Talente als Fußballspieler zur Jahreswende 1960/61 dabei halfen, das Land zu verlassen. Ein Lehrer aus seiner Heimatstadt Johannesburg hatte ihn nachhaltig dem englischen Klub Leeds United empfohlen und so trat Johanneson im Winter die Reise in den Norden Englands an. Dort absolvierte er drei Monate lang bis April 1961 eine Probezeit, bevor er einen Profivertrag unterzeichnete und damit eine der ersten Verpflichtungen des neuen Trainers Don Revie war. Aufgrund der lebenslangen Erfahrungen mit Rassismus verhielt sich Johanneson zunächst sehr schüchtern und zögerte gar damit, sich zu den hellhäutigen Kollegen in die Dusche zu gesellen.
Auf dem Platz jedoch wusste er zunehmend auf der linken Seite mit Schnelligkeit und Wendigkeit zu überzeugen und nach seinem Durchbruch in der späten Phase des Kampfs um den Klassenerhalt in der Saison 1961/62 wurde er zum Stammspieler. Bei den eigenen Anhängern wurde der „schwarze Blitz“, wie er häufig genannt wurde, zum Publikumsliebling und charakteristisch waren besonders seine „Sidesteps“, mit denen er die Gegenspieler auszutricksen versuchte. Als er mit Leeds zwei Jahre später die Zweitligameisterschaft 1964 gewann und damit in die höchste englische Spielklasse aufstieg, war er gemeinsam mit Don Weston mit dreizehn Treffern bester Torschütze des Klubs gewesen. Besonders harmonierte er in dieser Zeit mit dem schottischen Kapitän Bobby Collins. Den sportlichen Zenit erreichte Johanneson in der Saison 1964/65, als Leeds überraschend die Vizemeisterschaft errang und sich dabei knapp dem neuen Titelträger Manchester United mit dem schlechteren Torquotienten geschlagen geben musste. Dazu erreichte er im selben Jahr das Finale im FA Cup, verlor aber auch diese Begegnung mit 1:2 nach Verlängerung gegen den FC Liverpool. Dabei war er der erste schwarze Spieler, der an einem englischen Pokalendspiel teilgenommen hatte.
Das verlorene FA-Cup-Finale markierte einen Wendepunkt in Johannesons Laufbahn. Seine Leistung wurde von Experten und Zuschauern als sehr schwach eingestuft und sein Selbstbewusstsein, das zu keiner Zeit sehr ausgeprägt gewesen war, erlitt großen Schaden. Es dauerte nicht lange, bis er seinen Stammplatz an den englischen Nationalspieler Michael O’Grady abgeben musste. Dazu kamen eine Reihe von Verletzungen und Alkoholprobleme. Als sich dann noch der junge Eddie Gray zu einem der größten Talente in der Vereinsgeschichte entwickelte, wurde der Südafrikaner im Profikader immer seltener gebraucht. Die Mannschaft von Don Revie wurde in der zweiten Hälfte der 1960er-Jahre zu einem ernst- und dauerhaften Titelaspiranten, aber Johanneson blieb dabei häufig nur die Rolle des Zuschauers. In der Meistersaison 1968/69 kam er lediglich zu einem Auftritt als Einwechselspieler, bei dem er jedoch einen Treffer zum 2:0-Erfolg gegen Stoke City erzielte. Gut ein Jahr später überraschte es wenig, dass er Leeds im Juli 1970 in Richtung des Viertligisten York City verließ.
In seiner einzigen vollständigen Spielzeit für York gelang ihm noch einmal ein Aufstieg, bevor er nach einem letzten Einsatz am ersten Spieltag der Saison 1971/72 gegen die Bristol Rovers (0:0) vom aktiven Sport verletzungsbedingt zurücktrat.

## Jenseits des Fußballs
Nach dem Rückzug von der großen Fußballbühne fiel es Johanneson schwer, sich im „normalen Leben“ zu behaupten. Zu einem großen Problem entwickelte sich seine Alkoholabhängigkeit und obwohl er als beliebter ehemaliger Mannschaftskamerad sporadisch Hilfen von Weggefährten erhielt, starb er im Alter von nur 55 Jahren vereinsamt in seiner kleinen Wohnung in einem der anonymen Hochhäuser von Leeds. Berichten zufolge hatte der ehemalige Publikumsliebling der frühen 1960er-Jahre dort bereits für mehrere Tage unentdeckt gelegen.
Der Name Johanneson kehrte zu Beginn des 21. Jahrhunderts in die Sportwelt zurück, als Alberts Neffe Carl eine Profikarriere als Boxer einschlug.